# أدولف باوم
أدولف باوم (بالتشيكية: Adolf Baum)‏ هو عسكري تشيكي، ولد في 28 أكتوبر 1916 في فريمبورك في التشيك، وتوفي في 4 ديسمبر 1942 في كراكوف في بولندا.